# Diareusa dahli
Diareusa dahli är en insektsart som beskrevs av Ossiannilsson 1940. Diareusa dahli ingår i släktet Diareusa och familjen lyktstritar. Inga underarter finns listade i Catalogue of Life.